# Црква Светих арханђела Михаила и Гаврила у Великом Градишту
Црква Светих арханђела Михаила и Гаврила у Великом Градишту припада Епархији браничевској СПЦ и представља непокретно културно добро као споменик културе.
Подигнута је у периоду од 1852. до 1854. године, на месту старијег храма.

## Архитектура
Црква је лоцирана је у центру Великог Градишта на главном градском тргу. Саграђена је у класицистичком духу уз примену ренесансних и романтичарских елемената. У основи је једнобродна грађевина, са олтарском апсидом на истоку, бочним певничким апсидама и звоником на западу. Просторно је подељена на једноделни олтар, наос са полукружним певницама и припрату са галеријом над којом је изведен звоник. Фасадну декорацију одликује извођење архитектонских елемената у виду кордон венца и вишеструко профилисаног кровног венаца, прислоњених пиластара, детаља у облику тимпанона постављених изнад монофора. Посебна пажња је посвећена обради западне фасаде почев од портала са наглашеним троугаоним тимпаноном који носе прислоњени ступци, преко осликаних ниша, једне монофоре до звоника у завршници.
Непосредно по изградњи 1856. године цркву су живописали Јован Исаиловић-Млађи и Димитрије Посниковић. Двадесет осам икона на иконостасу, изведеном у класицистичком духу из 1901. године осликао је Настас Стефановић.
Црква у Великом Градишту поседује вредне примере икона, богослужбених књига и сасуда, као и комада црквеног мобилијара. Нарочито је вредна сликарска целина изложена у парохијском дому коју чине иконе са старог иконостаса из 1832-1834. године, рад зографа Михаила Костића- Константиновића из Битоља и зографа Анастаса. 